# L'ultimo giorno di Pompei
L'ultimo giorno di Pompei (en italià, L'últim dia de Pompeia) és una òpera en tres actes amb música de Giovanni Pacini i llibret en italià d'Andrea Leone Tottola. Es va estrenar al Teatro San Carlo de Nàpols el 19 de novembre de 1825.

## Argument
La trama es desenvolupa a Pompeia, l'any 79 poques hores abans de l'erupció del Vesuvi. Relata l'amor del tribú Appio cap a Ottavia, dona del nou primer magistrat Sallustio. Al no correspondre al seu amor, Appio medita una venjança contra Ottavia i el seu marit. Fingeix que la dona té un amant, i ho fa de manera que el mateix Sallustio ho descobreixi i la condemni a mort.
Quan Ottavia va a ser enterrada viva, Pubblio, el principal col·laborador d'Appio, ple de remordiments desvetlla la trama d'aquest, amb el que es deté la sentència. En aquest moment el Vesuvi entra en erupció, i destrueix la ciutat. Sallustio i la seva dona són salvats pel fill Menenio que arriba en una biga, mentre que els altres fugen espaordits.